# Евсеев, Василий Петрович
Василий Петрович Евсеев (1909—1970) — советский хозяйственный, государственный и политический деятель, Герой Социалистического Труда.

## Биография
Родился в 1909 году в Астраханской губернии. Член ВКП(б).
С 1921 года — на хозяйственной, общественной и политической работе. В 1921—1970 гг. — звеньевой, бригадир морского лова колхоза «Память Ильича», капитан рыболовных сейнеров «Коломна», «Капитан Евсеев», «Зажиточный», «Память Ильича» Камызякского района Астраханской области.
Указом Президиума Верховного Совета СССР от 13 апреля 1963 года присвоено звание Героя Социалистического Труда с вручением ордена Ленина и золотой медали «Серп и Молот».
Избирался депутатом Верховного Совета РСФСР 3-го, 4-го, 5-го созывов.
Умер в 1970 году.